# Azem Galica
Azem Bejta, poznatiji kao Azem Galica (1889. – 1924.) bio je vođa albanskih Kačaka iz okoline Drenice, koji su pružali oružani otpor srpskoj vlasti na Kosovu.
Nadimak Galica dobio je po istoimenom dreničkom selu iz kojega je potekao.
Kada je srpska vojska krenula u rat protiv Otomanskoga Carstva i započela zauzimanje Kosova u Prvom balkanskom ratu 1912. godine, susrela se sa žestokim otporom albanskog stanovništva, organiziranim u satnije Kačaka, koje je predvodio Azem Galica.
Kada su u Prvom svjetskom ratu Austro-Ugarska i Bugarska porazile srpsku vojsku i zauzele Kosovo, Galica je s Kačacima nastavio oružani otpor. Azem Galica je s nekoliko stotina Kačaka primorao na predaju jedan austrijski puk, između Mitrovice i Peći 1918. Nešto kasnije je stigao i Kosta Pećanac i njih dvojica su se tom prilikom pobratimili i 12. listopada 1918. zajedno oslobodili Peć.
Po završetku rata 1918. godine srpska vojska se vratila, a Kosovo je ušlo u sastav Kraljevine Srba, Hrvata i Slovenaca. Iste godine osnovan je Komitet narodne obrane Kosova, poznatiji kao Kosovski komitet, koji se borio za izdvajanje teritorija naseljenih Albancima iz novoosnovane Kraljevine Srba, Hrvata i Slovenaca i za njihovo pripajanje Albaniji. Ideje Kosovskog komiteta imale su velikog utjecaja na Kačake.
Godine 1919., Azem Galica, zajedno sa svojom ženom Šotom Galicom, diže ustanak Albanaca na zapadu Kosova. Borio se protiv vojske i žandara, a ne protiv Srba, među kojima je imao dosta prijatelja na Kosovu. Kačaci su u području Drenice (u selu Junik) čak uspjeli utemeljiti tzv. Neutralnu zonu, koja je trajala između 1921. i 1923. godine. Nazvali su je Mala Albanija (alb. Arbëria e Vogel).
Godine 1923.,Nikola Pašić je privremeno amnestirao Kačake, pa je zahvaljujući njima Narodna radikalna stranka pobijedila na tadašnjim izborima na Kosovu. Za uzvrat su Azemu Galici dodijeljena tri sela da u njima brine o javnome redu. Vlast mu je obnovila i kuću (kulu), koja mu je prethodno srušena granatiranjem.
Međutim, primirje nije dugo trajalo. Krajem rujna 1924. godine jugoslovenska vojska je u velikoj akciji uz opsežnu upotrebu topništva razbila većinu kačačkih bandi i likvidirala njihove vođe. Azem Galica je u ovoj borbi smrtno ranjen i ubrzo je preminuo u obližnjoj špilji, koja se danas zove špilja Azema Galice.
Njegova žena je i nakon njegove smrti nastavila boriti se, preuzevši vodstvo nad suprugovim četama.